# Eulamprus
Az Eulamprus a hüllők (Reptilia) osztályába a  pikkelyes hüllők (Squamata) rendjébe a gyíkok (Sauria)  alrendjébe és a  vakondgyíkfélék (Scincidae) családjába  tartozó nem.

## Rendszerezés
A nembe az alábbi 5 faj tartozik.
- Eulamprus amplus
- Eulamprus brachyosoma
- Eulamprus frerei
- Eulamprus heatwolei
- Eulamprus kosciuskoi
- Eulamprus leuraensis
- Eulamprus luteilateralis
- Eulamprus martini
- Eulamprus murrayi
- Eulamprus quoyii
- Eulamprus sokosoma
- Eulamprus tenuis
- Eulamprus tigrinus
- Eulamprus tryoni
- Eulamprus tympanum